# Preslav Borukov
Preslav Borukov (Sofía, 23 de abril de 2000) es un futbolista búlgaro que juega en la demarcación de delantero para el C. S. Marítimo de la Segunda División de Portugal.

## Selección nacional
Hizo su debut con la selección de fútbol de Bulgaria el 7 de septiembre de 2023 en un partido amistoso contra Irán que finalizó con un resultado de 0-1 a favor del combinado iraní tras el gol de Mohammad Mohebi.

## Clubes
| Club                      | País       | Año       | Partidos | Goles |
| ------------------------- | ---------- | --------- | -------- | ----- |
| Sheffield Wednesday F. C. | Inglaterra | 2018-2020 | 0        | 0     |
| SFC Etar Veliko Tarnovo   | Bulgaria   | 2020-2021 | 32       | 12    |
| Zalaegerszegi TE          | Hungría    | 2021      | 3        | 1     |
| PFC Lokomotiv Plovdiv     | Bulgaria   | 2022-2023 | 33       | 4     |
| FC Arda Kardzhali         | Bulgaria   | 2023-2024 | 40       | 11    |
| C. S. Marítimo            | Portugal   | 2024-     | 22       | 2     |